# 오가사와라씨
오가사와라 씨(일본어: 小笠原氏)는 일본의 씨족이다. 세이와 겐지의 가와치 겐지의 지류로서, 무가의 유직고실을 전하는 일족으로도 알려져 있다. 돌림자는 나가(長), 사다(貞), 다다(忠) 등이다.